# Goths de Crimée
Ne doivent pas être confondus avec les Allemands de Crimée.

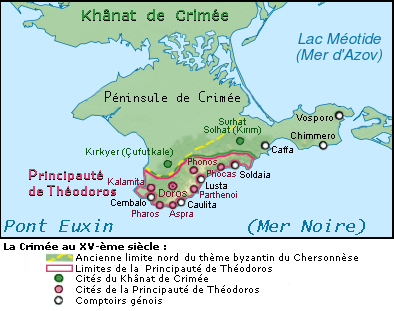
La Crimée au milieu du XVe siècle : en rouge, la principauté de Théodoros.

Les Goths de Crimée étaient une ethnie gothe installée dans les régions situées au nord de la mer Noire, en particulier en Crimée. Constituant la moins puissante et la moins connue des principautés gothiques, elle subsiste sur le temps le plus long.

## Histoire

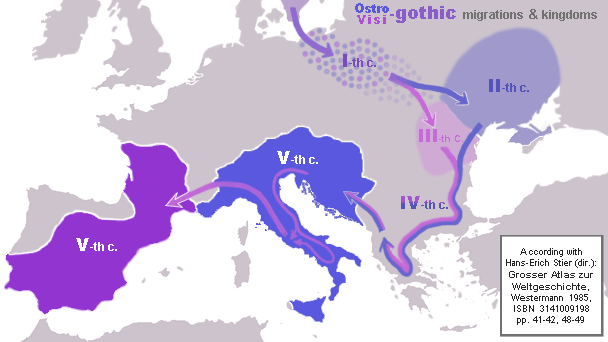
Le périple et les royaumes des Ostrogoths et des Wisigoths en Europe, du.

Selon Herwig Wolfram, qui se réfère à Jordanès, les Ostrogoths fondent au IVe siècle de notre ère, au nord de la mer Noire, un immense royaume, que les Huns ont soumis au temps du roi Ermanaric (ou Hermannrich, c'est-à-dire le « roi des seigneurs ») durant leurs migrations à travers la steppe pontique. Les Ostrogoths deviennent les vassaux des Huns jusqu'à la mort d'Attila, lorsqu'ils regagnent leur indépendance.
Selon Peter Heather et Michael Kulikowski, les Ostrogoths n'ont pas réellement d'existence propre jusqu'au Ve siècle, et émergent progressivement d'autres groupes goths et non-goths. Il est possible que d'autres groupes goths se soient installés dans la steppe pontique et en Crimée.
Vers la fin du Ve et le début du VIe siècle, les Ostrogoths doivent affronter les hordes de Huns qui font retraite vers l'est après avoir perdu le contrôle de leur empire, et se réfugient alors en Crimée. Au Ve siècle, Théodoric le Grand tente de recruter des Goths de Crimée pour ses campagnes en Italie, mais avec assez peu de succès.
Alors qu'ils sont à l'origine des chrétiens ariens, les Goths de Crimée se seraient complètement intégrés à l'Église orthodoxe trinitarienne vers l'an 500. Au moment du schisme de l'Église, ces populations restent fidèles à l'Église orthodoxe de Constantinople. Au VIIIe siècle, ils doivent accepter la suzeraineté khazare contre laquelle l'évêque orthodoxe Jean de Gothie mène sans succès une campagne politique.
En raison de l'appartenance du sud de la péninsule à l'Empire byzantin, beaucoup de Goths de Crimée adoptent le grec, mais inversement beaucoup d'auteurs byzantins ont appelé « Gothie » la Crimée, et par la suite la principauté de Théodoros qui se maintient autour de la place forte de Doros (aujourd'hui Mangoup), non sans périodes de vassalité vis-à-vis des Khazars, Kiptchaks, Mongols, de la république de Gênes et à d'autres empires, jusqu'en 1475, date de son incorporation au khanat de Crimée (partie nord) et à l'Empire ottoman (partie sud). Une autre partie des Goths de Crimée a conservé sa langue germanique, le gotique de Crimée.

## Gotique de Crimée
On a retrouvé diverses inscriptions du début du IXe siècle utilisant le terme Goth, mais seulement en tant que nom de personne, non d'ethnonyme. Cependant des légendes, inspirées par l'appellation byzantine de « Gothie », ont couru en Europe tout au long du Moyen Âge à propos d'un État goth en Crimée. Le franciscain flamand Guillaume de Rubrouck trouva dans la Crimée du XIIIe siècle des Goths qui parlaient toujours une langue germanique. Au XVIe siècle, l'ambassadeur flamand Ogier Ghislain de Busbecq, dans un rapport épistolaire témoigne avoir eu une conversation avec deux Goths à Constantinople. Il laissa aussi un lexique goth-latin qui comporte 80 mots pouvant être rapprochés de l'ancienne langue gotique, qui reste à ce jour la seule source sur cette langue. On ignore la date de sa disparition, probable au XVe siècle avec l'intégration du pays dans le monde turc, mais des légendes nationalistes germaniques la font perdurer jusqu'au XVIIIe siècle. La principale source de ces légendes est un rapport de l'ambassadeur flamand Ogier Ghislain de Busbecq, daté de 1572, connu sous la dénomination de « Quatrième courrier turc », publiée en 1589. Busbecq rapporte dans ce courrier avoir été informé de l'existence d'« un peuple qui par sa langue, ses coutumes… montre son origine germanique ». Le courrier de Busbecq fournit une liste de 101 mots, expressions avec une traduction en latin, et une chanson transmise par un de ces deux interlocuteurs. Mais les données fournies par Busbecq doivent être considérées avec précaution, car ses interlocuteurs étaient pour l’un, locuteur du grec pontique, et pour l’autre un goth d'origine qui avait délaissé sa langue natale pour le grec, aucun n'étant donc un locuteur natif. Les transcriptions de Busbecq reflètent surtout sa propre langue flamande, et de plus l'original du courrier de Busbecq n'a pas été conservé.

## La Crimée et les Goths de Crimée dans l'imaginaire national-socialiste

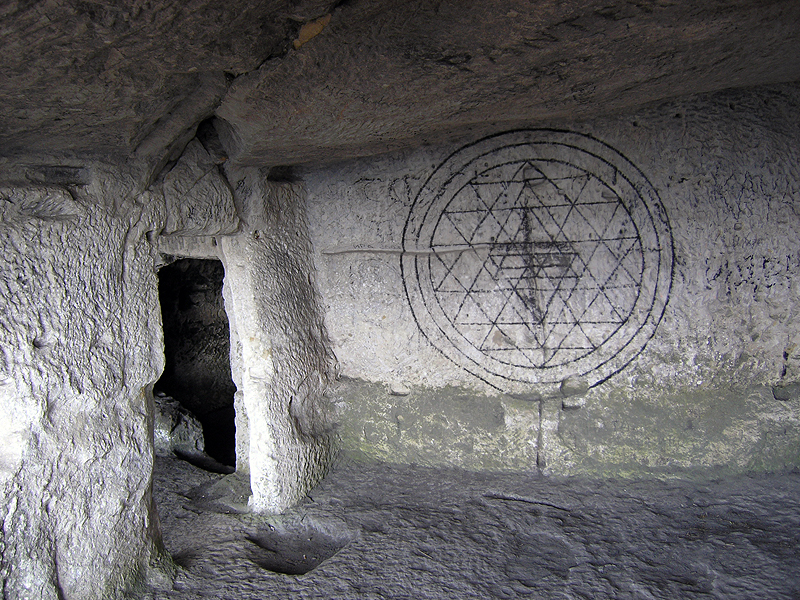
Traces archéologiques des Goths de Crimée. Une inscription de nom propre Harfidel en caractères hébreux trouvé sur une tombe du Ve siècle et des symboles hébraïques montrent qu'une partie des Goths, comme leurs suzerains Khazars, s'étaient convertis au judaïsme et étaient peut-être des Karaïm, indices que les archéologues nazis se sont bien gardés de révéler.

En raison de ce passé, mais aussi de la richesse de la péninsule, la Crimée gothique exerce une forte impression sur les nazis, nationalistes allemands extrémistes. Cette fascination entraîne non seulement le financement de recherches sur les traces laissées par les Goths en Crimée, mais aussi sur des projets de colonisation de la Crimée durant le conflit ou sur les premières tentatives de remodelage du territoire.
Les théoriciens nazis utilisent l'expression Gotenland (« pays des Goths ») pour désigner la Crimée. Le choix de ce nom est la conséquence de l'influence d'Alfred Rosenberg et de l'un de ses experts, Alfred Eduard Frauenfeld, membre du bureau Rosenberg. Alfred Rosenberg a séjourné en Crimée avant la Première Guerre mondiale, et pour valider ce passé germanique, de nombreuses campagnes de fouilles sont menées, entraînant la découverte d'un abondant matériel archéologique, en partie évacué lors de la retraite de 1943-1944, en partie dispersé sur place, et en partie coulé par la marine soviétique au fond de la mer Noire.
Appuyés par ce matériel et par leur fantasmagorie personnelle, Rosenberg et Frauenfeld persuadent Hitler qu'un peuple germanique, d'origine gothique, s'est maintenu en Crimée depuis les Grandes Invasions. En effet, Hitler, dans ses propos de table du 17 octobre 1941, évoque les projets de colonisation allemands dans l'Est de l'Europe, et notamment en Crimée, « Riviera » promise à une germanisation totale, après la déportation des populations non germaniques.
C'est aussi en référence au passé gothique de la région qu'Himmler envisage à partir de la fin de l'année 1941 de placer la Crimée parmi les régions de colonisation prioritaires.
Hitler envisage également de rebaptiser un certain nombre de villes russes aux noms grecs, par des noms évoquant les Goths : ainsi, Simferopol deviendrait « Gotenburg » (la ville des Goths) et Sébastopol « Theoderichshafen » (le port de Théodoric).